# 小鱗擬松鯛
小鳞拟松鲷又名細鱗擬松鯛（學名：Datnioides microlepis），又可稱印尼虎、泰國虎，辐鳍魚纲松鲷目擬松鲷科。原产地為馬來半島，印尼的蘇門答臘和加里曼丹，也分布於泰國湄南河、湄公河部分地區。
其种加词“microlepis”意为“细鳞的”。

## 外觀特徵
体形侧扁，吻尖，躯干轮廓近似长方形，第一背鳍与第二背鳍相连续，第一背鳍由棘刺组成，第二背鳍为分枝鳍条，鳞片细小，身体底色暗黄至灰色，有3条粗大黑色栋纹。但可和其他大型魚類和平共存。中央橫紋較粗，體色呈橘色者為雄魚，魚齡漸老，褐紋仍然清晰。 

## 習性
热带鱼类，成年个体40cm-50cm，适应水温25-35℃，屬於獵食性魚類，喜好捕捉小魚、小蝦蟹。對於死的東西較不接受，但是一些魚肉、蝦肉等亦可接受(不易馴餌)，而幼鱼常以浮游生物、螃蟹、昆虫幼虫为食。

## 經濟价值
肉质鲜嫩，可作为上等的食用鱼。而且因为形态美丽，该种更多的是在观赏鱼市场上流通。